# Arthur Wellesley Peel, 1. Viscount Peel

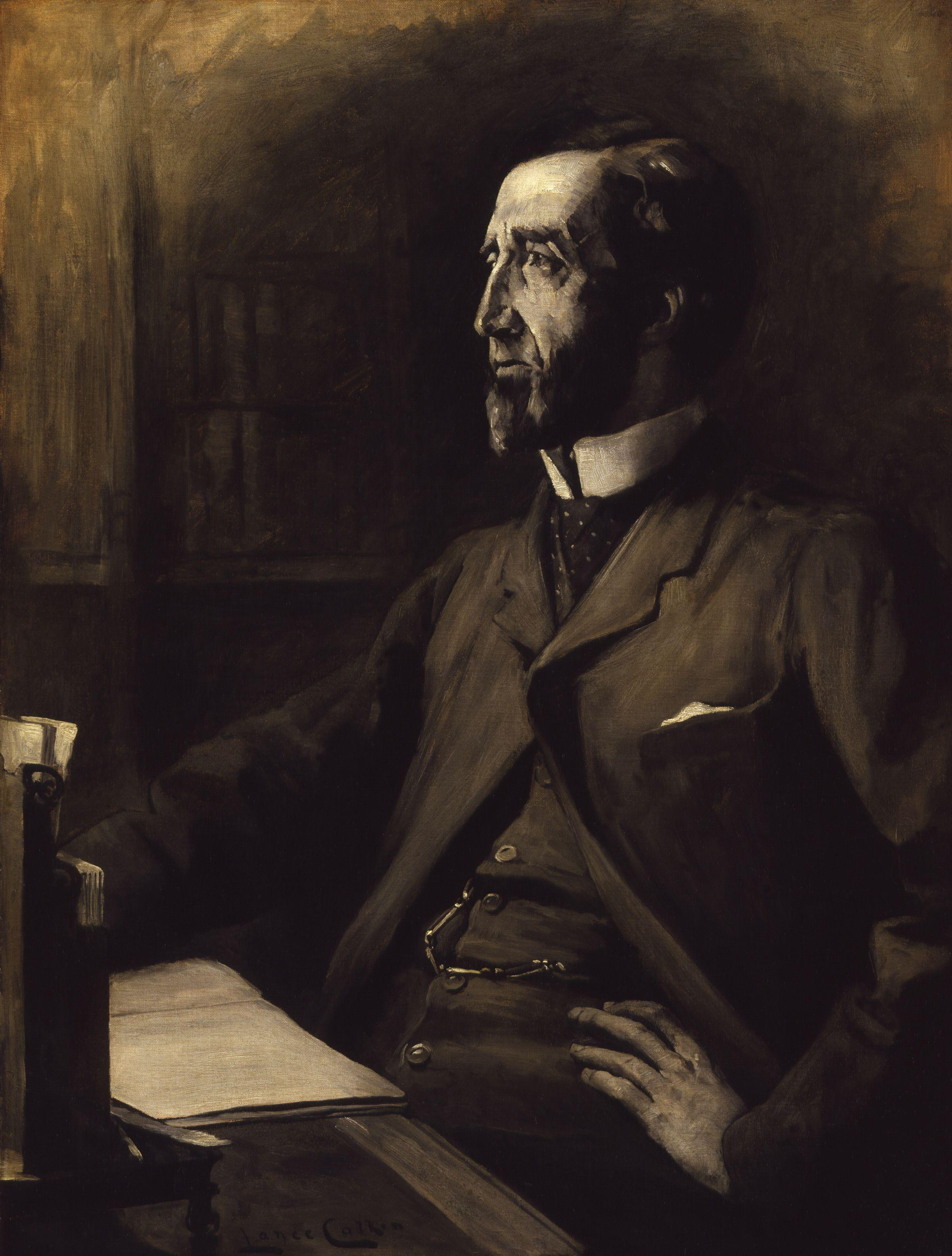
Arthur Wellesley Peel, 1. Viscount Peel, Lance Calkin

Arthur Wellesley Peel, 1. Viscount Peel, PC, (* 3. August 1829; † 24. Oktober 1912) war ein britischer Politiker der Liberal Party und Sprecher des Unterhauses (House of Commons).

## Familie und Studium
Der jüngste Sohn des späteren Premierministers Robert Peel, der nach Arthur Wellesley, 1. Duke of Wellington, dem damaligen Premierminister, benannt wurde, absolvierte nach dem Besuch des Eton College ein Studium am Balliol College.
Sein Sohn William Robert Wellesley Peel, der ihm später als Viscount Peel folgte, war ebenfalls Unterhausabgeordneter und übte zwischen 1921 und 1931 mehrere Ministerämter aus.

## Politische Laufbahn

### Abgeordneter und Juniorminister
Peel begann seine politische Laufbahn 1865 mit der Wahl zum Abgeordneten des House of Commons, nachdem er bereits 1863 erfolglos im Wahlkreis Coventry kandidiert hatte. Dort vertrat er zunächst bis 1885 als Mitglied der Liberal Party die Interessen des Wahlkreises Warwick. Nach der Auflösung dieses Wahlkreises vertrat er anschließend von 1885 bis 1895 den neu geschaffenen Wahlkreis Warwick – Leamington im Unterhaus.
Von 1868 bis 1871 war er Parlamentarischer Sekretär der Armenbehörde (Poor Law Board) und anschließend bis 1873 Parlamentarischer Sekretär im Handelsministerium (Board of Trade) im Kabinett von William Ewart Gladstone. Von 1873 bis 1874 war er Parlamentarischer Sekretär des Schatzamtes. 1880 berief ihn Gladstone erneut zum Juniorminister in sein Kabinett, in dem er bis 1881 als Unterstaatssekretär im Innenministerium (Home Office) tätig war.

### Parlamentssprecher
Nach dem Rücktritt von Henry Brand 1884 wurde Peel dessen Nachfolger als Sprecher (Speaker) des House of Commons. Dieses Amt übte er laut des Eintrages in der Encyclopedia Britannica von 1911 in einer auffallenden Unparteilichkeit aus, die mit einer ausgezeichneten Kenntnis der Traditionen, Bräuche und Formen des Hauses, einem einwandfreien Urteil und einer Entscheidungsgewandtheit bei allen Gelegenheiten verbunden war.
Am 8. April 1895 trat er aus gesundheitlichen Gründen vom Amt des Speakers zurück und wurde in dieser Funktion durch William Gully abgelöst.

### Mitglied des Oberhauses
Anschließend wurde er einer alten Tradition gemäß in den erblichen Adelsstand erhoben. Er nahm den Titel eines Viscount Peel an und gehörte damit auch dem House of Lords an. Im Juli 1895 wurde ihm die Ehrenbürgerwürde der City of London verliehen.
1896 wurde er zum Vorsitzenden einer Königlichen Kommission zur Sperrstunde (Licensing Laws) ernannt. Der durch die Kommission verfasste Bericht empfahl eine weitgehende Verringerung der lizenzierten Lokale und war somit eine geeignete Handlungsgrundlage für reformorientierte Politiker.
Peel war außerdem ein wichtiger Verbündeter von Charles Bradlaugh in dessen Bestrebungen, statt der religiösen Eidesformel ein religionsunabhängiges „Gelöbnis“ bei der Vereidigung zum Unterhausabgeordneten ablegen zu können, die damit auch Nichtchristen, Agnostikern oder Atheisten die Mitgliedschaft im Unterhaus ermöglichen sollte.